# Marcela Serrano
Marcela Serrano Perez (* 1951 in Santiago de Chile) ist eine chilenische Schriftstellerin.
1994 erschien ihre erste Novelle Nosotras que nos queremos tanto. Für dieses Werk wurde sie mit dem Literaturpreis in Santiago ausgezeichnet. Ihr zweites Buch Para que no me olvides gewann den Sor Juana Inés de la Cruz Preis für Autorinnen der spanischen Sprache.
Carlos Fuentes bezeichnete ihre Darstellung der modernen Frau als „having the capacity to change skin like a snake, freeing herself from the inevitability and servitude of more obsolete times“.